# 1702 aux échecs
| Années des échecs : 1699 - 1700 - 1701 - 1702 - 1703 - 1704 - 1705    |
| Décennies des échecs : 1670 - 1680 - 1690 - 1700 - 1710 - 1720 - 1730 |

Cet article présente les faits marquants de l'année 1702 aux échecs.

## Naissances
2 septembre : Kermur de Legal, fort joueur, auteur d’un mat qui porte son nom.